# محوطه چم‌سوخته ۱
محوطه چم سوختهٔ ۱ مربوط به دوره هخامنشی - دوره اشکانیان است و در شهرستان کوهرنگ، بخش مرکزی، دهستان شوراب تنگزی، ۵۰۰ متری روستای دهنوی پایین واقع شده و این اثر در تاریخ ۲۷ اسفند ۱۳۸۷ با شمارهٔ ثبت ۲۶۳۱۴ به‌عنوان یکی از آثار ملی ایران به ثبت رسیده است.